# سليم إيلاس
سليم اٍيلاس (مواليد 14 مايو 1975، وهران) سباح جزائري حاز على العديد من الألقاب العالمية والأولمبية خاصة. بدأ مشواره في السباحة سنة 1998.

## من انجازاته
ذهبية سباحة 100 متر حرة في بطولة العالم الألعاب المائية بموسكو 2002 و المرتبة الثامنة عالميا سباحة 50 متر اولمبياد اثينا 2004

## روابط خارجية
- سليم إيلاس على موقع الاتحاد الدولي للسباحة (الإنجليزية)
- سليم إيلاس على موقع SwimRankings.net (الإنجليزية)
- سليم إيلاس على موقع اللجنة الأولمبية الدولية (الإنجليزية)
- سليم إيلاس على موقع أوليمبيديا (الإنجليزية)